# Brzozówka (sielsowiet Dociszki)
Brzozówka (biał. Бярозаўка; ros. Берёзовка) – wieś na Białorusi, w obwodzie grodzieńskim, w rejonie werenowskim, w sielsowiecie Dociszki.
W dwudziestoleciu międzywojennym leżała w Polsce, w województwie nowogródzkim, w powiecie lidzkim, w gminie Ejszyszki.